# Neonella lubrica
Neonella lubrica là một loài nhện trong họ Salticidae.
Loài này thuộc chi Neonella. Neonella lubrica được María Elena Galiano miêu tả năm 1988.